# Maschi e altri
Maschi e altri è una raccolta di Gianna Nannini pubblicata nel 1987 su etichetta Dischi Ricordi.

## Descrizione
È uno dei suoi maggiori successi discografici con oltre un milione di copie vendute in Europa. Il singolo I maschi, unico brano inedito e qui presentato in una versione speciale, fu eseguito per la prima volta il 31 ottobre 1987 al World Popular Song Festival di Tokyo.
Nel 1989 è stata pubblicata una raccolta omonima di video in VHS che raccoglie 14 brani tra cui 13 videoclip.
Nel 1992 è stata pubblicata una versione per il mercato latino-americano dal titolo Maschi e altri - Lo mejor de... contenente brani adattati in lingua spagnola come Chicos (I maschi), Perfume (Profumo), Bello pero imposibile (Bello e impossibile), Latin Lover e Sonrie (Sorridi), l'aggiunta di singoli tratti dall'album Malafemmina come Hey bionda e Voglio fare l'amore e l'assenza del singolo Bla bla.

## Tracce
Tra parentesi il titolo dell'album da cui provengono:
1. I maschi (Long Version, inedito) - 6.09
2. Profumo (Profumo) - 3.57
3. America (California) - 4.28
4. Ragazzo dell'Europa (Latin Lover) - 3.29
5. Avventuriera (Profumo) - 4.05
6. Bello e impossibile (Profumo) - 4.45
7. Bla bla (singolo uscito nel 1984) - 4.23
8. Vieni ragazzo (G.N.) - 3.47
9. Latin Lover (Latin Lover) - 4.41
10. Fotoromanza (Puzzle) - 4.27

## Tracce della videocassetta
1. Latin Lover
2. I maschi
3. Fotoromanza
4. Bello e impossibile
5. Avventuriera (Live)
6. Hey bionda
7. Lontano (M. Pagani / G. Nannini) (*)
8. Voglio fare l'amore
9. Ragazzo dell'Europa (Nannini)
10. California (Live)
11. Ora (**)
12. Ballami (Nannini/Riva)
13. Profumo (Nannini, Pianigiani)
14. Primadonna (Mauro Paoluzzi, G.Nannini)
15. Un ragazzo come te
16. America

(*) = dall'omonima colonna sonora del film Sogno di una notte d'estate
(**) = dall'omonima colonna sonora del film Sconcerto Rock

## Promozione
| Video Promo | Singolo  | Radio Promo | Data di uscita | Classifica Singoli - Hit Parade Italia |
| I maschi    | I maschi | I maschi    | ottobre 1987   | # 4                                    |

## Classifiche

### Classifiche settimanali
| Classifica (1987-88) | Posizione massima |
| -------------------- | ----------------- |
| Austria              | 11                |
| Europa               | 39                |
| Germania             | 25                |
| Italia               | 5                 |
| Svezia               | 3                 |
| Svizzera             | 27                |

### Classifiche di fine anno
| Classifica (1988) | Posizione |
| ----------------- | --------- |
| Europa            | 85        |
| Italia            | 33        |